# Ylinen Vittajärvi
Ylinen Vittajärvi är en sjö i Pajala kommun i Norrbotten och ingår i Kalixälvens huvudavrinningsområde.